# گمینا پیژخنگتسا
گمینا پیژخنگتسا (به لهستانی:  Gmina Pierzchnica) یک گمینا در لهستان است که در شهرستان کیلتسه واقع شده‌است. گمینا پیژخنگتسا ۱۰۴٫۵۹ کیلومتر مربع مساحت و ۴٬۷۷۸ نفر جمعیت دارد.